# 宮本勝昌
宮本 勝昌（みやもと かつまさ、1972年8月28日 - ）は、静岡県熱海市出身のプロゴルファーである。

## 経歴・人物
中学1年からゴルフを始め、中学3年生の時に日本ジュニアゴルフ選手権で3位に入る。ゴルフの名門校である茨城県の水城高等学校に進学し、全国高校選手権で団体2連覇。日本大学のゴルフ部では片山晋呉、横尾要と同期でライバルだった。
1991年、大学1年生の時に日本アマチュアゴルフ選手権で、同じ日本大学の先輩丸山茂樹を破って優勝した。
1995年のプロゴルファーテストで、宮本と片山、横尾は3人揃って合格し、プロ転向後も身近なライバルとなった。1998年につるやオープンゴルフトーナメントでツアー初優勝を挙げ、年間最終戦のゴルフ日本シリーズでも優勝する。このビッグ・タイトルを手に入れた宮本は、同年末のアメリカPGAツアーの「クオリファイイング・スクール」に合格し、1999年度はアメリカツアーに戦場を移したが、米国ツアーのシード権維持に必要な賞金額（賞金ランキング125位以内）を確保できずに1年で日本へ帰国した。
2001年に日本ゴルフツアー選手権優勝で、日本ツアーの5年シード権を獲得する。同年のゴルフ日本シリーズで3年ぶり2度目の優勝を飾った。2003年のNST新潟オープンでツアー5勝目を挙げて以後は勝利から遠ざかっていたが、2007年にKBCオーガスタゴルフトーナメントで4年ぶりの通算6勝目を飾る。
ちなみに、2007年のマンシングウェアオープン KSBカップは、石川遼が初優勝した大会だが、石川はアマチュアのために賞金を受け取れず、繰り下がって2位の宮本が優勝賞金2000万円を受け取ることになった。しかし、宮本は「金額じゃない。やっぱり、勝つことが大事なんです」と悔しがった。
2008年から日本ゴルフツアー機構の選手会会長を務め、国内ツアー開幕戦の東建ホームメイトカップで逆転優勝を飾り、ツアー通算7勝目を挙げた。
2019年中日クラウンズで2年ぶりのツアー優勝をあげた。
2023年11月27日鹿児島県いぶすきGC（7052ヤード、パー72）シニアツアー最終戦の最終ラウンドが行われ、69で回り通算9アンダーの207で優勝し、シニアツアー通算３勝目を挙げ唯一獲得賞金を５０００万円台まで積み上げ、シニアツアー賞金王に輝いた

## 優勝歴

### 日本ツアー (12)
| 勝数         |
| メジャー (5) |
| ツアー (7)   |

| No. | 日時          | 大会                                               | 優勝スコア            | 打差       | 2位                                       |
| --- | ------------- | -------------------------------------------------- | --------------------- | ---------- | ----------------------------------------- |
| 1   | 1998年4月19日 | つるやオープンゴルフトーナメント                   | -17 (69-65-69-68=271) | 1打差      | ピーター・マックウィニー                  |
| 2   | 1998年12月6日 | ゴルフ日本シリーズJTカップ                         | -5 (64-67-75-69=275)  | プレーオフ | 尾崎将司                                  |
| 3   | 2001年7月1日  | 日本ゴルフツアー選手権 イーヤマカップ              | -15 (69-67-68-69=273) | 7打差      | エドアルド・エレラ／ ジーブ・ミルカ・シン |
| 4   | 2001年12月2日 | ゴルフ日本シリーズJTカップ                         | -12 (72-64-66-66=268) | 1打差      | 中嶋常幸／ 伊沢利光                       |
| 5   | 2003年7月27日 | サトウ食品NST新潟オープン                          | -17 (65-71-69-66=271) | 1打差      | グレゴリー・マイヤー                      |
| 6   | 2007年8月26日 | KBCオーガスタゴルフトーナメント                    | -15 (64-64-70-71=269) | 1打差      | 小田孔明／ スティーブン・コンラン         |
| 7   | 2008年4月20日 | 東建ホームメイトカップ                             | -8 (71-66-73-66=276)  | 1打差      | 手嶋多一                                  |
| 8   | 2010年6月6日  | 日本ゴルフツアー選手権 Citibank Cup Shishido Hills | -5 (69-67-68-75=279)  | 3打差      | 藤田寛之                                  |
| 9   | 2014年9月21日 | ANAオープンゴルフトーナメント                      | -18 (68-67-68-67=270) | プレーオフ | 谷原秀人                                  |
| 10  | 2014年12月7日 | ゴルフ日本シリーズJTカップ                         | -9 (68-67-71-65=271)  | 1打差      | プラヤド・マークセン                      |
| 11  | 2017年7月30日 | ダンロップ・スリクソン福島オープン                 | -22 (66-68-69-63=266) | 1打差      | ホ・インヘ                                |
| 12  | 2019年5月5日  | 中日クラウンズ                                     | -9 (66-69-67-69=271)  | 1打差      | 今平周吾                                  |

#### プレーオフ記録 (2-3)
| No. | 年     | 大会                                         | 対戦相手            | 内容                                                                                |
| --- | ------ | -------------------------------------------- | ------------------- | ----------------------------------------------------------------------------------- |
| 1   | 1998年 | ゴルフ日本シリーズJTカップ                   | 尾崎将司            | 18番、17番の繰り返しの4ホール目の17番で尾崎がパー、宮本がバーディー。宮本の優勝。   |
| 2   | 2003年 | アイフルカップゴルフトーナメント             | 手嶋多一            | 1ホール目、宮本2オン2パットのパー。手嶋2オン1パットのバーディー。手嶋の優勝。       |
| 3   | 2003年 | アコムインターナショナル                     | 倉本昌弘／ 尾崎将司 | 1ホール目、倉本2オン2パットのパー。宮本、尾崎3オン2パットのボギー。倉本の優勝。     |
| 4   | 2014年 | ANAオープンゴルフトーナメント                | 谷原秀人            | 1ホール目、谷原3オン、宮本2オン1パットのバーディ。宮本の優勝。                      |
| 5   | 2017年 | パナソニックオープンゴルフチャンピオンシップ | 久保谷健一          | 1ホール目、宮本がティーショットをOBにしてダブルボギー。久保谷ボギー。久保谷の優勝。 |

### その他
- 1996年 - ゼンリン福岡オープン
- 1998年 - ハワイパールオープン
- 2015年 - 北陸オープン

## 失格歴など
- 過去3回、スコアの過少申告により失格となっている。また失格とはならなかったものの、2017年の『ダンロップフェニックストーナメント』3日目ではスタート時刻に数分遅れ、さらにスタート後にクラブを1本超過したことが発覚し4罰打を科された[7]。